# Carlo Panella
Carlo Panella (Genova, 24 luglio 1948) è un giornalista e scrittore italiano.

## Biografia
Nel 1970 entra in Lotta Continua.   Si laurea con 110 e lode con una tesi sull'industria della seta a Genova, si trasferisce in Portogallo e segue per Lotta Continua la rivoluzione dei garofani.
Come corrispondente di Radio Popolare segue dal novembre 1978 al marzo 1979 la rivoluzione iraniana contro lo scià. Lavora in varie trasmissioni televisive di Giuliano Ferrara e Angelo Guglielmi, nel 1992 lavora con il TG4 di Emilio Fede, nel 1994 passa a Studio Aperto di Paolo Liguori. Nel 1996 fa uno sciopero della fame di 30 giorni per protestare contro l'arresto di Adriano Sofri. Collabora sin dal primo numero a Il Foglio di Giuliano Ferrara, e dall'11 settembre torna a occuparsi di Medio Oriente, nel 2002 passa alle Tribune Politiche di Mediaset. Dal 2007 collabora anche col quotidiano telematico L'Occidentale. Per Radio Radicale ha condotto Stampa e Regime. Nell'archivio digitale dell'emittente si trovano interventi, dibattiti e presentazioni dello scrittore in questione.
La sua collocazione politica ha subito nel tempo un mutamento del tutto simile a quello concretizzato da Paolo Liguori, Giuliano Ferrara e Giovanni Lindo Ferretti, che partendo da posizioni di estrema sinistra sono arrivati ad essere sostenitori del centro-destra.

## Opere
- Iran, il mare fra le dita, con Adriano Sofri, Roma, Quaderni di Lotta Continua, 1981.
- Il verbale, Palermo, Sellerio, 1989.
- Amare fuggire, Milano, A. Mondadori, 1995. ISBN 88-04-39382-3.
- In nome dei pubblici ministeri. Dalla Costituente a Tangentopoli. Storia di leggi sbagliate, con Giuseppe Gargani, Milano, Mondadori, 1998. ISBN 88-04-46044-X; 2001. ISBN 88-04-49500-6; Roma, Koinè Nuove Edizioni, 2012. ISBN 978-88-89828-21-2.
- Piccolo atlante del jihad. Le radici del fondamentalismo islamico, Milano, Oscar Mondadori, 2002. ISBN 88-04-50650-4.
- I piccoli martiri assassini di Allah, Casale Monferrato, Piemme, 2003. ISBN 88-384-4480-3.
- Saddam. Ascesa, intrighi e crimini del peggior amico dell'Occidente, Casale Monferrato, Piemme, 2003. ISBN 88-384-7045-6.
- Cambiamo rotta. La nuova politica estera dell'Italia, con Franco Frattini, Casale Monferrato, Piemme, 2004. ISBN 88-384-6965-2.
- Il complotto ebraico. L'antisemitismo islamico da Maometto a Bin Laden, Torino, Lindau, 2005. ISBN 88-7180-544-5.
- Il libro nero dei regimi islamici. 1914-2006: oppressione, fondamentalismo, terrore, Milano, Rizzoli, 2006. ISBN 88-17-01157-6; Milano, BUR, 2007. ISBN 978-88-17-01643-8.
- Fascismo islamico, Milano, Rizzoli, 2007. ISBN 978-88-17-01654-4.
- Non è lo stesso Dio non è lo stesso uomo. Bibbia e Corano a confronto, Siena, Cantagalli, 2009. ISBN 978-88-8272-454-2.
- Ayatollah atomici. Tutto quello che non ho capito della rivoluzione iraniana, 1978-1979, Milano, Mursia, 2010. ISBN 978-88-425-4468-5.
- Fuoco al Corano in nome di Allah. L'inquisizione islamica contro la stampa, Soveria Mannelli, Rubbettino, 2011. ISBN 978-88-498-2966-2.
- Il libro nero del califfato. La guerra di civiltà dello scisma islamico, Rizzoli, 2015
- Il libro nero di Hamas. L'antisemitismo islamico e il miraggio dei due Stati, Torino, Lindau 2024